# Sarcee
Sarcee ali Sarsi, danes uradno imenovani Tsuu T'ina ali Tsu T'ina (angleška izgovorjava: „Soot-tenna“) indijansko pleme v današnji Alberti v Kanadi spada, tako kot jezikovno tesno sorodni sosednji Daneẕaa in Sekani (Tsek’ene) ter Chipewyan (Denésoliné), med severne Atapaske.
Kot nomadski lovci na bizone so kulturno spadali med prerijska plemena in so kot del mogočne konfederacije Blackfoot obvladovali velika območja severnih planjav na jugu kanadskih prerijskih provinc Manitoba, Saskatchewan in Alberta ter na severu Montane v ZDA. Zgodovinsko so bili večinoma sovražniki "konfederacije Cree-Assiniboine" ("Železna konfederacija") (Nehiyaw-Pwat, prerijski in gozdni Cree, Assiniboine, Stoney in prerijski Ojibwa), Lakot, Šajenov in Arapahov ter od leta 1861 celo prvotno zavezniških Gros Ventre.
V etnoloških poročilih se danes še vedno imenujejo Sarsi (v starejših virih tudi Sarcee), oboje izhaja iz jezika Blackfoot, saj so nekoč sovražni Blackfoot Tsuu T'ina zaradi njihove pogumnosti in vojaške spretnosti imenovali saahsi, sarsi ali Sucseqwan („drzno, pogumno ljudstvo“ ali „trdovratno, kljubovalno ljudstvo“).
V svojem istoimenskem jeziku Sarcee (Tsuut'ina), se sami imenujejo Tsuu T'ina ali Tsu T'ina, kar se prevaja kot „mnogo ljudi“ ali „bobrovi ljudje“ (tako pleme Tsuut'ina). Oboje naj bi bilo pravilno. To je jezikovno zelo podobno samooznaki Dane-zaa (Dunneza – „pravo, prototipno ljudstvo“), ki so jih večinoma imenovali Tsattine ali prej Beaver Indians.
Ker se je njihov atapaski jezik zelo razlikoval od večinoma siouških – ali algonkinsko govorečih plemen na severnih planjavah, so bili Tsuu T'ina (Sarcee) v znakovnem jeziku na planjavah (t.i. Plains Indian Sign Language) označeni z gesto za jecljavca. Zavezniški Blackfoot so jih zato imenovali tudi nerodni govorci ali težko razumljivi govorci. Zaradi nuje so Tsuu T'ina (Sarcee) postali dvojezični, saj so v svojih taborih uporabljali svoj jezik, z zavezniki in tujci pa jezik Blackfootov (Dempsey 2001:629, Jenness 1938:1-3).

## Življenjski prostor
Tsuu T'ina so v 18. in 19. stoletju naseljevali vzhodno vznožje [[Skalno gorovje|Skalnega gorovja, parke in ravnice na severovzhodu Britanske Kolumbije in na severozahodu Alberte. Njihovo ozemlje se je raztezalo od reke Hay (Veliko suženjsko jezero) in reke Peace na severu južno med rekami North Saskatchewan, Athabasca, Red Deer in South Saskatchewan zahodno od današnjega Edmontona (Nasagachoo – „Velika hiša“), Alberta. Pogosto so spremljali svoje zaveznike, Blackfoote in Gros Ventre, na njihovih pohodih do reke Yellowstone v severnem Wyomingu v Združenih državah. Bili so najsevernejši predstavniki kulture ravnic in med plemeni na severozahodnih ravnicah so veljali za najpogumnejše in najbojevitejše.

## Zgodovina
Domneva se, da so se Tsuu T'ina ločili od svojih severnih sorodnikov Dane-zaa in se konec 17. stoletja preselili južno v svoja nova plemenska ozemlja, ki so bila takrat del tradicionalnih ozemelj Siksika (Blackfoot), Kainah (Blood) in Piegan (Peigan) (izpeljano iz Piikani). Tsuu T'ina so se povezali s tremi južno živečimi plemeni Blackfootov in skupaj z Gros Ventre (Ahahnelin), ki so živeli še bolj jugovzhodno, oblikovali konfederacijo Blackfoot. Tsuu T'ina so prevzeli bistvene značilnosti treh plemen Blackfootov, kot so podobna bojevniška združenja in slovesnost sončnega plesa. Tobak je bil edina poljščina in se je gojil obredno.
Nenehno so bili v vojni s plemeni zunaj svojega plemenskega ozemlja in so imeli napete odnose z Woodland Cree na severovzhodu in Plains Cree vzhodno od njih (ter njihovimi zavezniki, Stoney, Woodland Assiniboine (pogosto 'Severni Assiniboine') in Saulteaux (Plains Ojibwa)), ki so pogosto nihali med vojno in mirom. Da bi pridobili konje, so Tsuu T'ina izvajali dolge pohode do Absarok, Kutenai, Flathead, Severnih in Vzhodnih Šošonov ter Plains Assiniboine (pogosto 'Južni Assiniboine'). Prijateljske odnose so vzdrževali s svojimi atapaskanskimi sorodniki na severovzhodu, skupinami Chipewyan, vendar ne z atapaskansko govorečimi Sekani.
Tsuu T'ina so se organizirali v več 'skupin' (angleško „plemenske bande“), od katerih je vsaka sestavljala več družin, ki so skupaj lovile in živele pod vodstvom poglavarja (pri pogajanjih o oštevilčeni pogodbi (Pogodba 7)) so bile Tsuu T'ina bande večinoma poimenovane po takratnih poglavarjih):
- Bloods ali Klowanga (ime po Pogodbi 7: Big Plumes oz. Big Plume's band; sestavljali so jih Tsuu T'ina in Kainai (Blood), od tod tudi njihovo ime)

- Broad Grass ali Tents Cut Down (ime po Pogodbi 7: Crow Childs oz. Crow Child's band; sestavljali so jih večinoma Woodland Cree in Tsuu T'ina, njihovo ime potrjuje njihov izvor od Woodland Cree s severa, kjer je trava gosta in dolga)

- People Who Hold Aloof („Ljudje, ki se držijo stran (od drugih)“, ime po Pogodbi 7: Crow Chiefs oz. Crow-Chief's band; sestavljali so jih skoraj izključno Tsuu T'ina, od tod tudi ime)

- Uterus („Maternična votlina“, ime po pogodbi 7: Old Sarcees oz. Old Sarcee's band; sestavljali so jo Siksika in Tsuu T'ina)

- Young Buffalo Robe ali Those Who Keep Together (ime po pogodbi 7: Many Horses oz. Many Horses' band)

Posamezne družine skupin so se poleti zbirale na Severnih ravnicah za lov na bizone, nabirale jagode in korenine ter skupaj izvajale obrede in plese. Preostanek leta so se skupine ponovno razdelile na posamezne družinske klane, ki so kot majhne lovske skupine samostojno potovale po gozdovih. Bizon je bil glavni vir hrane in jih je pogosto lovilo skupaj več skupin.
V Pogodbi 7 iz leta 1877 so Tsuu T'ina skupaj z Blackfoot in Stoney (Assinoboinne) prepustili svoja lovišča kanadski vladi in se leta 1880 preselili v rezervat.

## Demografija
Prebivalstvo Tsuu T'ina je v zadnjih dveh stoletjih močno nihalo, saj so črne koze, škrlatinka in druge epidemije redno prizadele Severne ravnice, začenši s prvo epidemijo v 1730-ih letih. Leta 1810 so si opomogli od epidemije črnih koz iz leta 1781 in so po ocenah naseljevali 90 tipijev (približno 420 oseb). Leta 1832 se je njihovo prebivalstvo več kot podvojilo, verjetno so takrat dosegli približno število pred epidemijo leta 1730. Zaradi črnih koz so Tsuu T'ina leta 1835 izgubili več kot polovico svojega prebivalstva. Nazadnje so črne koze udarile leta 1869. Leta 1871 je bilo njihovo prebivalstvo ocenjeno na 408 oseb.
Po popisu prebivalstva iz leta 2001 je bilo preštetih 1.982 članov plemena, danes pa Tsuu T'ina First Nation šteje 2.065 članov plemena (stanje: 06/2013).

## Trenutna situacija
Danes živijo kot Tsuu T'ina First Nation v rezervatu Tsuu T'ina Nation 145, ki leži na jugozahodnem obrobju Calgaryja (v jeziku Sarcee kootsisáw in v Blackfoot moh-kíns-tsis, kar oboje pomeni „komolec“) in meri 283,14 km².
Bližina rezervata mestu Calgary je večkrat povzročila konflikte. Tako leta 2005 ni bilo mogoče zgraditi sprva načrtovane 4-6-pasovne hitre ceste Southwest Calgary Ring Road (splošno imenovane Sarcee Trail Extension), ki bi potekala skozi rezervat. Ko so postali znani tudi načrti, da je to le prva faza širitve in da je možno to razširiti na 16 pasov (gradbena dela naj bi bila zaključena do leta 2035), so Tsuu T'ina po dolgih pogajanjih z mestom Calgary 30. junija 2009 glasovali proti gradnji obvoznice. Čeprav so se Tsuu T'ina leta 2011 strinjali, da si bodo ponovno prizadevali za pogajanja, provinca Alberta in mesto nista pokazala zanimanja. Medtem je bil septembra 2010 odprt del odseka znotraj mestnih meja Calgaryja po alternativni poti.Zaradi težkih pogajanj o obvoznici (od 90. let prejšnjega stoletja) Tsuu T'ina sprva niso smeli zgraditi načrtovane igralnice, ker se je Calgary bal povečanja prometa. Grey Eagle Casino & Bingo se je leta 2007 uspešno odprlo in je bilo za Tsuu T'ina velik blagoslov: ustvarilo je delovna mesta in omogočilo financiranje štipendij za vse njihove otroke ter gradnjo 285 lepih brunaric ter obnovo in vzdrževanje cest.
Danes večina Tsuu T'ina – približno 1.500 članov plemena – živi v rezervatu, preostali pa zunaj rezervata, približno 110 Tsuu T'ina pa v rezervatih drugih prvih narodov. V rezervatu sta dve šoli, Anglikanska cerkev Kanade in Rimskokatoliška cerkev, lastna gasilska služba, športni kompleks, ambulanta, vrtec in muzej kulture Tsuu T'ina. Operativne stroške za storitve v rezervatu plačujeta kanadska vlada (13 milijonov CAD/leto) in narod Tsuu T'ina (27 milijonov CAD/leto). Poleg tega prvi narod poseduje majhno mesto, imenovano Townsite of Redwood Meadows, približno 25 km zahodno od Calgaryja, ki ga je narod Tsuu T'ina zgradil okoli igrišča za golf z 18 luknjami v smrekovem gozdu ob reki Elbow in šteje približno 1.150 prebivalcev, vendar niso vsi člani plemena.

## Jezik
Njihov jezik, Sarcee (Tsuut'ina) ali Tsuut'ina Gunaha ("jezik Tsuut'ina"), tvori samostojno "podskupino Sarsi" med danes 31 severnimi atapaskanskimi (atabaskanskimi) jeziki, spada med ogrožene jezike in velja med njimi za "umirajočega" (preživetje jezika je izjemno malo verjetno), saj ga trenutno (popis prebivalstva Kanade 2016) govori le približno 150 članov plemena – med njimi le 80 maternih govorcev, vendar si plemenski inštitut Tsuu T'ina Gunaha v partnerstvu z Univerzo v Calgaryju od leta 2011 prizadeva z usposabljanjem 11 učiteljev ogroženega jezika, – vsi pripadniki prvega naroda Tsuu T'ina – da bi ti vključili Tsuut'ina v učni načrt in ga tako prenesli na naslednjo generacijo.

## Posamezne reference
1. ↑  Indian Reserves around Calgary - How and why to pronounce them correctly[mrtva povezava]Predloga:Toter Link
2. ↑  v ZDA je običajno izraz "severni Atapaski" – v Kanadi pa večinoma preprosto "Atapaski", ameriška terminologija je posledica potrebnega razlikovanja od "južnih Atapaskov (Apači in Navajo)"; Sekani in Tsuu T'ina so bili pogosto zaradi jezikovnih podobnosti s sosednjimi Dane-zaa (Daneẕaa) obravnavani kot prvotne podskupine Dane-zaa (Daneẕaa)
3. ↑  Arhivirano [Manjka datum], at www.lakeviewcommunity.org Napaka: neznan URL arhiva
4. ↑  Dakelhi so Dane-zaa imenovali Tsat'en, Tsattine oz. Tza Tinne in Cree Amiskiwiyiniw oz. Amisk Wiyiniwak, oboje pomeni – „bobrovo ljudstvo“, zato so jih prej v angleščini pogosto imenovali Beaver - „biber“ in v etnoloških poročilih kot Tsatinne
5. ↑  Arhivirano [Manjka datum], at pse5-esd5.ainc-inac.gc.ca Napaka: neznan URL arhiva
6. ↑  der Platz, an dem später Calgary entstand, wurde auch in Cree otos-kwunee und in Stoney wincheesh-pah als „Ellbogen“ bezeichnet, später als die Stadt wuchs bezeichneten die Blackfoot es als moh-kíns-tsis-aká-piyoyis - „Ellbogen Viele Häuser“, alle Namen beziehen sich auf die Mündung des Elbow River bei Calgary in den Bow River, die hierdurch ein großes L formen
7. ↑  Arhivirano [Manjka datum], at www.greyeaglecasino.ca Napaka: neznan URL arhiva